# Don Xhoni
Џонатан Исуфи (алб. Xhonatan Isufi; Ново Чикатово, 8. април 2000), познат као Don Xhoni (транскр.  Дон Џони), албански је репер са Косова и Метохије.

## Биографија
Џонатан Исуфи рођен је 8. априла 2000. године у Новом Читакову, код Глоговца. Након што је стекао славу, у јулу 2020. објавио је песму Break Down у сарадњи са албанском певачицом Енцом. Песма је остварила комерцијални успех у Албанији, достигавши 11. место на топ-листи Top 100. Крајем 2020. године стекао је међународну славу, након што је његов сингл Make a Pose (Freestyle) постао виралан на друштвеној платформи TikTok. У октобру 2021. постигао је успех на топ-листама када је објавио сингл Trust Me, који је достигао 13. место у Албанији и 72. место у Швајцарској. До новембра 2021. његова сарадња са швајцарско-албанском реперком Љореданом на синглу Gjuj Për To нашла се међу најбољих пет места топ-листе у Албанији и на 32. месту топ-листе Swiss Singles Top 100. У децембру 2021. сарађивао је са албанским певачем Бутринтом Имеријем на успешном синглу Corazon.

## Дискографија

### Мини-албуми
- (2022)[11]

### Синглови

#### Соло
| Наслов                                                                                  | Година | Највише место на топ-листи | Највише место на топ-листи | Највише место на топ-листи | Албум                    |
| Наслов                                                                                  | Година | АЛБ                        | ГРЧ                        | ШВА                        | Албум                    |
| --------------------------------------------------------------------------------------- | ------ | -------------------------- | -------------------------- | -------------------------- | ------------------------ |
|                                                                                         | 2018.  | —                          | —                          | —                          | Синглови нису део албума |
| [ 15 ]                                                                                  | 2019.  | —                          | —                          | —                          | Синглови нису део албума |
| [ 16 ]                                                                                  | 2020.  | —                          | —                          | —                          | Синглови нису део албума |
| [ 17 ]                                                                                  | 2020.  | —                          | —                          | —                          | Синглови нису део албума |
| [ 18 ]                                                                                  | 2020.  | —                          | —                          | —                          | Синглови нису део албума |
| [ 19 ]                                                                                  | 2020.  | —                          | —                          | —                          | Синглови нису део албума |
| [ 20 ]                                                                                  | 2020.  | —                          | —                          | —                          | Синглови нису део албума |
| [ 21 ]                                                                                  | 2020.  | —                          | —                          | —                          | Синглови нису део албума |
| [ 22 ]                                                                                  | 2021.  | —                          | —                          | —                          | Синглови нису део албума |
| [ 23 ]                                                                                  | 2021.  | —                          | —                          | —                          | Синглови нису део албума |
| [ 24 ]                                                                                  | 2021.  | —                          | —                          | —                          | Синглови нису део албума |
| [ 25 ]                                                                                  | 2021.  | 13                         | —                          | 72                         | Синглови нису део албума |
| (и Љоредана)                                                                            | 2021.  | 2                          | —                          | 36                         | Синглови нису део албума |
| [ 27 ]                                                                                  | 2022.  | —                          | —                          | —                          | Синглови нису део албума |
| [ 28 ]                                                                                  | 2022.  | —                          | —                          | —                          | Синглови нису део албума |
| [ 29 ]                                                                                  | 2022.  | —                          | —                          | 38                         | Синглови нису део албума |
| (и Ера Истрефи)                                                                         | 2022.  | 23                         | —                          | 25                         | Синглови нису део албума |
| [ 30 ]                                                                                  | 2023.  | —                          | —                          | —                          | Синглови нису део албума |
|                                                                                         | 2023.  | —                          | —                          | 80                         | Синглови нису део албума |
|                                                                                         | 2023.  | —                          | —                          | —                          | Синглови нису део албума |
|                                                                                         | 2023.  | —                          | —                          | —                          | Синглови нису део албума |
| (и Дурата Дора)                                                                         | 2023.  | —                          | 10                         | 12                         | Синглови нису део албума |
| „—” означава песму која није доспела на топ-листу или није објављена на тој територији. |        |                            |                            |                            |                          |

#### Сарадње
| (Енца и Don Xhoni)                                                                               | 2020. | 11 | —  | Синглови нису део албума |
| (Бутринт Имери и Don Xhoni)                                                                      | 2021. | 5  | 35 | Синглови нису део албума |
| „—” означава песму која није доспела на топ-листу или није објављена на тој територији. |       |    |    |                          |